# Phytobaenus amabilis
Phytobaenus amabilis es una especie de coleóptero de la familia Aderidae.

## Distribución geográfica
Habita en Eurasia.